# Apothekenwesen im Hochstift Münster
Die Geschichte des Apothekenwesens im Hochstift Münster ist ein Teil der Pharmaziegeschichte Deutschlands, bezogen auf das Hochstift Münster.

## Allgemeines
Das Heilige Römische Reich bestand aus einer Vielzahl von souveränen Territorien. Entsprechend kleinteilig entwickelte sich auch das Apothekenwesen. Eine Vielzahl von Medizinal- oder Apothekerordnungen und Preisregelungen entstanden, die jeweils nur für einzelne Territorien galten.

## Geschichte

### Die Anfänge
Eine Urkunde vom 5. August 1267 erweckt den Anschein, es habe schon im 13. Jahrhundert eine Apotheke in Münster gegeben. In dieser Urkunde wird ein „Willekinus apothecarius“ erwähnt, der Bürger in Münster sei. Allerdings bedeutete Apotheke ursprünglich Lagerraum (siehe hierzu Apotheke#Wortursprung). Dass dieser „apothecarius“ ein Apotheker im heutigen Sinne war, ist unwahrscheinlich. Die älteste Aufstellung der Einkünfte des Domkapitels Münster aus dem Jahr 1318 nennt „Cristina apotecaria“ als Pächter einer Verkaufsbude nahe dem Michaelistor. Aber auch bei diesem Krämer ist unklar, ob er mit Heilmitteln gehandelt hat. 1370 wird urkundlich ein „Fredericus Apothecarius“ und 1407 ein „Johannes Kolarese“ erwähnt. Der letztere zeichnet 1438 als „Johannes Apoteker“. Der Name Apoteker taucht 1423, 1440 und 1446 in Urkunden auf, es kann sich daher auch um einen Familiennamen handeln.
In den Kämmereirechnungen der Stadt Münster der Jahre 1447, 1448 und 1458 finden sich die ersten eindeutigen Hinweise auf eine Apotheke. 1448 zahlte der Rat 3,5 Mark und 3 Schillinge für „kraut und drank, doe man den raid koess“ („Kraut und Trank, als man den Rat wählte“) an den Apotheker. Arnoldus Apotheker ist 1458 der erste Apotheker, der namentlich sicher bekannt ist.
Da während der Täuferherrschaft ab 1533 viele Urkunden vernichtet wurden, ist das Apothekenwesen im Hochstift Münster nur rudimentär bekannt. 1451 wird der Apotheker Hinrich von Grevel genannt, 1474 Johann Apotheker. Eine Zuordnung zu konkreten Apotheken ist nicht möglich. Aus dem Jahr 1496 ist das älteste Apothekerprivileg der Stadt erhalten. Godert van der Maße erwarb die Stadtapotheke vom Rat und verpflichtete sich, seine Medikamente exklusiv in Münster zu verkaufen.

### Die erste Apothekeninstruktion
Aus der ersten Hälfte des 16. Jahrhunderts stammt die erste gesetzliche Regelung des Apothekenwesens. Die undatierte „Volkomenlige Instruction, wie eyn Apteker alle Dinge soll geschickt sein“ regelte die wesentlichen Aspekte einer Apothekerordnung. Der Apotheker musste ethische Voraussetzungen und eine gute Ausbildung aufweisen. Er durfte keine Gifte und Abtreibungsmittel herstellen und nur Rezepte zugelassener Ärzte („gelehrte und erfarne Artzneydoctoren“) umsetzen. Apotheker sollten vereidigt werden und vor allem sollten die Preise für Arzneimittel angemessen und für Arme verbilligt sein.
1562 ist die erste Apothekenvisitation überliefert. Der Bericht schildert den Zustand der Apotheken als sehr schlecht und schlug vor, dass der Rat einen verantwortlichen Arzt zur Überwachung der Apotheken benennen sollte. Am 22. November 1562 berief Bischof Bernhard von Raesfeld den Aachener Arzt Gerhardus Martellius in dieses Amt. In den Folgejahren erreichte Martellius eine deutliche Verbesserung des Apothekenwesens. Ebenfalls aus dem Jahr 1562 datiert ein Entwurf einer erweiterten Apothekerordnung. Neben den bestehenden Regelungen wurde unter anderem angeordnet, das Arzneibuch des Valerius Cordus zu nutzen, und das Recht des quid pro quo abgeschafft.
1584 wurde die erste Arzneitaxe durch den Rat erlassen. Diese „General Tax der aptecker“ wurde aufgrund der Apothekentaxen von Düsseldorf, Hamm und Wesel zusammengestellt und entsprach inhaltlich weitgehend der führenden, der Frankfurter Taxe. Die Durchsetzung der Regelungen der Apothekerordnung und insbesondere der Taxe war schwierig und es kam immer wieder zu Beschwerden, die Apotheker hätten Preise frei und damit zu hoch angesetzt. 1689 verordnete der Bischof daher eine einzelne Befragung aller Apotheken in Bezug auf deren Preise und den Vergleich mit der Paderborner und der Frankfurter Taxe. Die Ergebnisse schlugen sich in der Hochfürstlich Münsterschen Artzney-Ordnung vom 20. Juli 1692 nieder. Diese regelte die Apothekerpflichten und legte auf 42 Seiten die Preise fest. Die Artzney-Ordnung wurde in 300 Exemplaren gedruckt und an Apotheken, Ärzte und Behörden verteilt.

### Die Reformen Christoph Ludwig Hoffmanns
Ab 1763 war Christoph Ludwig Hoffmann Leibarzt des Fürstbischofs Maximilian Friedrich von Königsegg-Rothenfels in Münster, wo er – wie später auch in Kassel – Reformen für das Gesundheitswesen im Sinne eines aufgeklärten Absolutismus erwirkte. Er fand das Gesundheitswesen in schlechtem Zustand vor und ging scharf gegen Scharlatane und Quacksalber vor. Um dauerhaft eine Hebung des Standards zu erreichen, verordnete der Fürstbischof am 9. August 1773 die Einrichtung des Collegium Medicum als oberster Medizinalbehörde für das Hochstift. Dieser oblag die Überwachung der Apotheken. Da im gleichen Jahrzehnt die Universität Münster gegründet wurde, bestand damit auch die Möglichkeit einer Verbesserung der Ausbildung der Mediziner. Am 14. Mai 1777 wurde die von Hoffmann maßgeblich geprägte neue Medizinalordnung verordnet und gedruckt. Sie war eine der umfangreichsten Medizinalordnungen der damaligen Zeit und umfasste 331 Paragraphen. Sie hatte bis 1820, also über die Zeit des Hochstifts hinaus, Wirksamkeit. Die Artikel 169 bis 286 behandelten das Apothekenwesen.

## Die Apotheken

### Dieolde Apotheke
Die 1496 erstmals erwähnte olde Apotheke war die älteste Apotheke der Stadt und blieb bis 1569 die einzige. Sie war eine Ratsapotheke, also eine Apotheke im Besitz der Stadt, die vom Stadtrat an einen Apotheker verpachtet wurde. Nachdem 1582 eine dritte und 1590 eine vierte Apotheke zugelassen wurde, ging die olde Apotheke Ende des 16. Jahrhunderts unter.

### Löwen-Apotheke

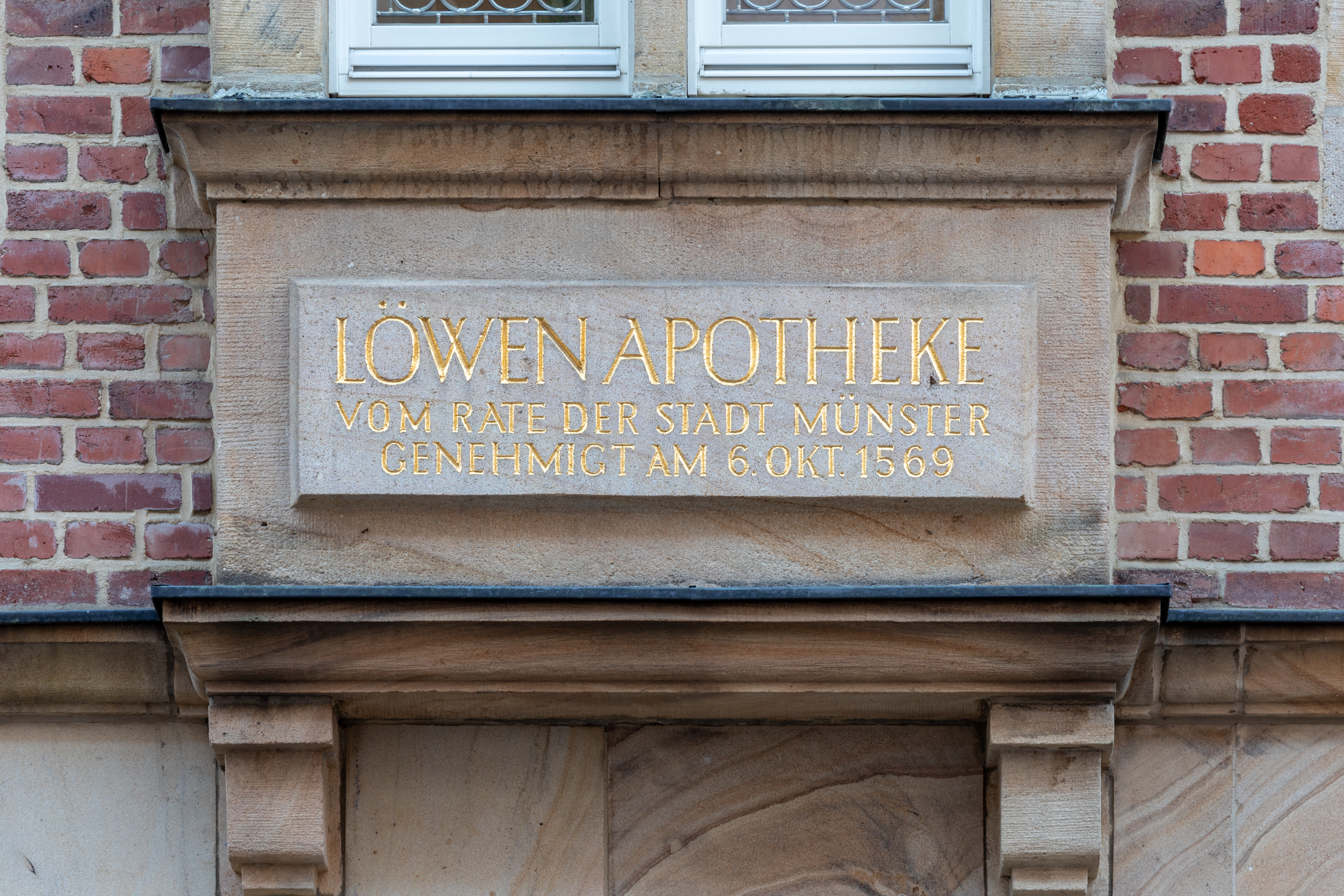
Inschrift an der Löwenapotheke

Am 6. Oktober 1569 erhielt der Apotheker David Moll die Konzession für die zweite Apotheke der Stadt. Die heutige Löwen-Apotheke geht darauf zurück. 1613 verlegte der Apotheker Werner Wernekinck die Apotheke in das Haus Prinzipalmarkt 16, wo die Apotheke fast 300 Jahre ihren Sitz hatte. Als das Hochstift Münster aufgelöst wurde, war Ferdinand Herold dort Apotheker. 1902 erwarb die Stadt Münster das Haus Prinzipalmarkt 16 und die Apotheke wurde nach Rothenburg 50 verlegt, wo sie heute noch besteht.

### Adler-Apotheke
Wahrscheinlich 1582 (ganz sicher bestand die Apotheke 1585) erhielt Laurenz Moll die Lizenz für die dritte Apotheke der Stadt. Werner Wernekinck gelang es, die beiden anderen Apotheken klein zu halten. Nach dem Tod von Laurenz Moll um 1622 war das Apothekengeschäft unterbrochen und Wernekinck hatte zeitweise ein Monopol. Der Rat strebte jedoch weitere Apotheken an und erteilte am 6. Juni 1625 Berndt Hermann Sevenstren eine Apothekenkonzession und drei Tage später dem Neffen von Laurenz Moll, Engelbert Moll, die Konzession zur Wiedereröffnung der Apotheke des Laurenz Moll. Diese besteht bis heute als Adler-Apotheke.